# غاز خانق
الغاز الخانق (المعروف أيضًا باسم الخانق البسيط)، هو غاز غير سام أو قليل السمية يقلل من تركيز الأكسجين الطبيعي في هواء التنفس أو يحل مكانه. يمكن أن يؤدي استنشاق الهواء المستنفَد للأكسجين إلى الوفاة بالاختناق. نظرًا لأن الغازات الخانقة خاملة نسبيًا وعديمة الرائحة، فقد لا يلاحظ وجودها حتى لو كانت بتركيز عالٍ، إلا في حالة غاز ثاني أكسيد الكربون ( فرط ثنائي أكسيد الكربون).
على النقيض من ذلك، تُسبب الغازات السامة الوفاة من خلال آليات أخرى، مثل التنافس مع الأكسجين على المستوى الخلوي (مثل أول أكسيد الكربون ) أو الإضرار المباشر بالجهاز التنفسي (مثل الفوسجين )، إذ تعتبر كميات أقل بكثير من هذه الغازات مميتة مقارنة بالغازات الخانقة.
من الأمثلة البارزة على الغازات الخانقة الميثان  والنيتروجين والأرجون والهيليوم والبيوتان والبروبان، إلى جانب الغازات الزهيدة مثل ثاني أكسيد الكربون والأوزون، حيث تشكل هذه الغازات 79٪ من الغلاف الجوي للأرض.

## خطر الاختناق
عادةً ما تكون الغازات الخانقة في هواء التنفس غير خطرة، إلا إذا حلت التركيزات المرتفعة من الغازات الخانقة محل تركيز الأكسجين الطبيعي. من الأمثلة على ذلك ما يلي:
- إزاحة الغاز البيئي:
  - الأماكن المحصورة جنبًا إلى جنب مع تسرب الغاز العرضي في أماكن مثل المناجم،[2] الغواصات، [3][4] الثلاجات،[5] أو الأماكن المحصورة الأخرى.[6]
  - أنظمة إطفاء الحريق التي تغمر المساحات بغازات خاملة، مثل مراكز بيانات الكمبيوتر والأقبية المغلقة.[5]
  - الإطلاق الطبيعي للغاز على نطاق واسع، كما حدث أثناء كارثة بحيرة نيوس حيث قتل ثاني أكسيد الكربون المنطلق بركانيًا 1800 شخص.[7]
  - إطلاق الهيليوم المغلي بواسطة الطاقة المنبعثة في المغناطيس فائق الموصلية مثل مصادم الهادرونات الكبير أو آلة التصوير بالرنين المغناطيسي .
  - التسلق داخل منطاد قابل للنفخ مليء بالهيليوم.[8]
- الإدارة المباشرة للغاز:
  - الاستخدام غير المقصود للغاز الخانق في أجهزة التنفس.[9]
  - الاستخدام في الانتحار [10][11] والاختناق الجنسي.[12]

## إدارة المخاطر
غالبًا ما يتم التقليل من مخاطر استنشاق الغازات الخانقة مما يؤدي إلى حدوث وفيات، الحالات الأكثر شيوعًا هي استنشاق الهيليوم في البيئات المنزلية والنيتروجين في البيئات الصناعية.
عادة ما يرتبط مصطلح الاختناق عن طريق الخطأ بالرغبة القوية في التنفس التي تحدث إذا تم منع التنفس. يتم تحفيز هذه الرغبة عند زيادة مستويات ثاني أكسيد الكربون في الدم. ومع ذلك فإن الغازات الخانقة قد تحل محل ثاني أكسيد الكربون مع الأكسجين، مما يمنع الضحية من الشعور بضيق التنفس. بالإضافة إلى أن الغازات الخانقة قد تحل محل الأكسجين في الخلايا، مما يؤدي إلى فقدان الوعي والموت بسرعة.

### الولايات المتحدة
ينظم التعامل مع الغازات الخانقة المضغوطة وتحديد البيئة المناسبة لاستخدامها في الولايات المتحدة من قبل إدارة السلامة والصحة المهنية (OSHA). المعهد الوطني للسلامة والصحة المهنية  له دور استشاري. تطلب إدارة السلامة والصحة المهنية من أصحاب العمل الذين يرسلون العمال إلى مناطق يُعرف أو يُتوقع أن يكون فيها تركيز الأكسجين أقل من 19.5٪ أن يتبعوا المواصفات القياسية لتوفير حماية الجهاز التنفسي [29 CFR 1910.134]. بشكل عام، يتطلب العمل في بيئة مستنفدة للأكسجين استخدما جهاز التنفس الصناعي. تتطلب اللائحة أيضًا تقييمًا لقدرة العامل على أداء العمل أثناء ارتداء جهاز التنفس الصناعي، والتدريب المنتظم للموظفين، واختبار ملاءمة جهاز التنفس الصناعي، والمراقبة الدورية لمكان العمل، والصيانة الدورية لجهاز التنفس، والتفتيش، والتنظيف. كما يجب تمييز الأوعية والأسطوانات وفقًا لمعيار إدارة السلامة والصحة المهنية لاتصالات المخاطر [29 CFR 1910.1200]. تم تطوير هذه اللوائح وفقًا للتوصيات الرسمية لكتيب جمعية الغاز المضغوط (CGA) P-1. يتم تغطية الإرشادات المحددة للوقاية من الاختناق الناجم عن إزاحة الأكسجين بواسطة الغازات الخانقة في كتيب CGA SB-2 بعنوان: الأجواء التي تفتقر إلى الأكسجين. أما الإرشادات المحددة لاستخدام الغازات بخلاف الهواء في أجهزة التنفس الاحتياطية فقد ذكرت في الكتيب SB-28 بعنوان: سلامة أنظمة هواء الأجهزة المدعومة بغازات أخرى غير الهواء.

#### غاز معطر
لتقليل مخاطر الاختناق، كانت هناك مقترحات لإضافة روائح تحذيرية لبعض الغازات الشائعة الاستخدام مثل النيتروجين والأرجون. ومع ذلك اعترضت جمعية الغاز المضغوط على هذه الممارسة، وأبدت قلقها من أن الرائحة قد تقلل من يقظة العمال، ولا يستطيع الجميع شم الرائحة، وقد يكون تعيين رائحة مختلفة لكل غاز غير عملي. هناك صعوبة أخرى تتمثل في أن معظم الروائح (مثل الثيول) هي تفاعلية كيميائيًا. لكن هذه مشكلة ليست موجودة في حالة الغاز الطبيعي الذي يُراد حرقه كوقود والذي يُعطر بشكل روتيني، ولكن الاستخدام الرئيسي للخانقات مثل النيتروجين والهيليوم والأرجون والكريبتون هو لحماية المواد التفاعلية من الغلاف الجوي.

## في التعدين
تم التعرف على مخاطر التركيزات الزائدة للغازات غير السامة في صناعة التعدين لعدة قرون. يعكس مفهوم الرطوبة السوداء (أو "stythe") بأن بعض المخاليط الغازية يمكن أن تؤدي إلى الموت عند التعرض لها لفترات طويلة. غالبًا ما كانت الوفيات المبكرة في التعدين بسبب حرائق التعدين والانفجارات ناتجة عن زحف الغازات الخانقة، كون الحرائق استهلكت الأكسجين المتاح. صمم مهندسو التعدين مثل هنري فلوس أجهزة التنفس الذاتي في وقت مبكر للمساعدة في جهود الإنقاذ بعد الحرائق والفيضانات. في حين أن الكناري كانت تستخدم عادة للكشف عن أول أكسيد الكربون، كانت أدوات مثل مصباح ديفي ومصباح جوردي مفيدة في الكشف عن غاز الميثان وثاني أكسيد الكربون وهما غازان خانقان. فعندما يكون الميثان موجودًا يحترق المصباح بدرجة أعلى؛ وعندما يكون ثاني أكسيد الكربون موجودًا كان المصباح يومض أو ينطفئ. أدت الأساليب الحديثة للكشف عن الغازات الخانقة في المناجم إلى صدور القانون الفيدرالي للسلامة والصحة في المناجم لعام 1977 في الولايات المتحدة والذي وضع معايير تهوية يجب أن يتم فيها تهوية المناجم بتيار هواء لا يقل تركيز الأكسجين فيه عن 19.5% من حجم الهواء الكلي، وأن لا يزيد تركيز ثاني أكسيد الكربون فيه عن 0.5٪.

## أنظر أيضا
- اختناق غازي خامل